# Sarah Mazouz
Pour les articles homonymes, voir Mazouz.
Ne pas confondre avec la judokate Sarah Myriam Mazouz
Sarah Mazouz est une sociologue franco-tunisienne, née en 1977 à Tunis, chargée de recherche au CNRS, rattachée au CERAPS et à l'Institut Convergences Migrations.
Elle travaille dans les champs de la sociologie, de l'anthropologie, de la science politique et des relations internationales. Ses recherches s’articulent principalement autour des formes de problématisation du rapport au référentiel racial, dans le contexte européen, et des usages de la référence à la démocratie dans les politiques européennes de l’altérité.
Elle est l'autrice de La République et ses Autres. Politiques de l'Altérité Dans la France, Race et Pour l’intersectionnalité avec Éléonore Lépinard.

## Biographie
Sarah Mazouz naît en 1977. Entre 1995 et 1999, elle suit une classe préparatoire aux grandes écoles, en filière littéraire, au Lycée Louis-Le-Grand, à Paris, puis obtient un Bachelor en philosophie, à l'Université Panthéon Sorbonne de Paris.
En 2002, elle obtient un diplôme d'études approfondies en philosophie à l'Université Paris-Nanterre puis en obtient un second en 2005 en sciences sociales à l'École des Hautes Études en Sciences Sociales (EHESS) de Paris. Elle obtient ensuite un Doctorat en sociologie, en octobre 2010, toujours à l'EHESS, puis bénéfice, entre 2014 et 2016, d'un programme de bourse dispensé dans le cadre des Actions Marie Skłodowska-Curie, à l’Université Humboldt de Berlin.
Entre 2008 et 2011, elle enseigne à l'EHESS, aux côtés d'Eric Fassin, dans le cadre du cours « Hiérarchies plurielles » ; puis à l'Université Paris-Dauphine, dans le cadre des cours « Normes et inégalités » et « Exclusion, discriminations mondialisation ».
Dès 2010, elle occupe un poste postdoctoral au sein du programme ANR Global-Race, qui prend le champ de la race comme objet d’analyse — plutôt que comme outil —, en étudiant les différentes théories et stratégies pratiques qui la mobilisent dans le champ scientifique, les politiques étatiques et les mouvements sociaux. Dans ce même cadre, elle participe à la recherche Morals - Towards a Critical Moral Anthropolgy, financée par l'European Research Council (ERC) et placée sous la responsabilité de Didier Fassin. Conduit sous forme d'enquête, ce programme se propose de construire une ethnographie comparée des économies morales autour de deux groupes : les étrangers en situation de précarité juridique et les adolescents et les jeunes de milieux populaires.
En 2017, elle obtient un poste de chargée de recherche au Centre national de la recherche scientifique (CNRS), rattaché au Centre d'études et de recherches administratives, politiques et sociales (CERAPS), ainsi qu'à l’Institut Convergences Migrations.

## Champs de recherches
« L’intersectionnalité met en évidence la nécessité de penser ensemble les différentes formes d’oppression »

— Sarah Mazouz
Dans son travail de thèse, intitulé « La République et ses autres : politiques de la discrimination et pratiques de naturalisation dans la France des années 2000 », dirigé par Didier Fassin, Sarah Mazouz prend pour objet « deux politiques qui paraissent paradigmatiques de la manière dont on a pensé et problématisé la question du rapport à l'autre et à l'étranger dans la France des années 2000 : la politique de lutte contre les discriminations raciales et la politique de naturalisation ». Sous forme d'enquête de terrain, la chercheuse propose d'articuler une sociologie des politiques publiques à une anthropologie des pratiques sociales et démontre que « la redéfinition des politiques françaises de l'altérité s'analyse à l'aune de l'articulation, dans l’espace social, des problématiques de l'immigration et de la nation avec celle de la racialisation ». Sa thèse est publiée en 2017, sous le titre La République et ses Autres. Politiques de l'Alterité Dans la France.
Les thématiques de recherches de Sarah Mazouz s’articulent principalement autour deux axes : les formes de problématisation du rapport au référentiel racial dans le contexte européen et les usages de la référence à la démocratie dans les politiques européennes de l’altérité. Elles englobent l’anti-discrimination en France, les dispositifs publics d’insertion professionnelle destinés aux jeunes issus de classes populaires et racialisés, ainsi que les politiques de nationalité, en France et en Allemagne. Elle se fondent sur une méthode ethnographique, tout en mobilisant les Critical Race studies, la sociologie du droit, la sociologie des politiques publiques et l’anthropologie critique de la morale.
La chercheuse développe l'idée d'un universalisme concret et pointe les problématiques liées à l’universalisme abstrait. Elle souligne notamment le rôle primordial des réunions non mixtes dans la production d’un universalisme concret. Pour elle, il ne suffit pas d'affirmer l’inanité scientifique de la notion de race pour combattre le racisme. Lors d'un entretien, elle explique que « s’il est vrai que les races telles que les racistes les conçoivent ne correspondent à rien – il n’existe pas une pluralité de races biologiques qui seraient hiérarchisées –, notre histoire a été innervée par le racisme – l’esclavage, les empires coloniaux, le nazisme – et donc la race au sens d’un rapport de pouvoir socialement produit existe et a des effets. Nous continuons à en subir les effets de pauvreté, de maladies ou de morts. En ce sens, les effets sociaux de la race sont eux bien réels ».
Outre ses propres ouvrages et ses contributions à des publications collectives, ses publications figurent dans des articles parus dans la Revue française de sociologie, Genèses. Sciences sociales et histoire, Droit et société, Politix, Raison politique, ainsi que French Politics, Culture and Society.

### État et morale
En 2013, elle collabore à la rédaction de l'ouvrage intitulé Juger, réprimer, accompagner. Essai sur la morale de l’Etat, qui est le fruit d'un collectif réunit autour de Didier Fassin, dans le cadre d'une étude qui associe généalogie et ethnographie, autour du thème de la morale de l’État. Ce travail est également repris et publié dans une version anglophone, en 2015, sous le titre At the Heart of the State: The Moral World of Institutions.
Deux ans plus tard, en 2017, Sarah Mazouz publie La République et ses autres. Politiques de l’altérité dans la France des années 2000, adapté de sa thèse en sociologie, où l'autrice interroge ainsi la notion d’égalité républicaine, à travers le résultat d’une riche enquête de terrain ethnographique et d’une analyse de deux politiques publiques rarement traitées ensemble : la politique de la nationalité, via la naturalisation, et la politique de lutte contre les discriminations.
L'année suivante, en 2018, aux côtés de Véronique Bontemps et Chowra Makaremi, elle coordonne l’ouvrage Entre accueil et rejet. Ce que les villes font aux migrants, qui reprend les résultats d'un programme de recherche de l’École des Hautes Études en Sciences Sociales (EHESS), nommé Babels, réunissant une quarantaine de chercheurs, sous la direction de Michel Agier. Cette étude s'appuie sur une « ethnographie multi-sites », à partir de travaux de terrains menés dans plusieurs villes européennes — Paris, Berlin, Copenhague, Bruxelles, Istanbul, Barcelone — et sur des parcours individuels de migrants et de bénévoles, et propose une anthropologie publique de l’hospitalité et de l’accueil des migrants dans les villes européennes.

### Race
En 2020, Sarah Mazouz publie Race, une « sorte de petit manuel », qui propose, sous forme de mise au point, « des définitions et références à partir du mot "race", de tout ce qui fait débat et joutes verbales », rappelle l’existence de la « race » et en défend un usage critique. La chercheuse explique que « pour certains, si l’on utilise le mot, c’est qu’on est soi-même raciste ; or, le racisme s’il existe outre-atlantique, n’existe pas en France, donc son usage est inadéquat ». Pour elle, le mot « race » a changé de camp car les racistes, eux, n’utilisent plus guère ce terme, ce qui permet de réancrer son usage dans des débats toujours vifs, tant au sein du monde universitaire que de la vie des idées au sens large.
Au moment de l'élection présidentielles américaine de 2020, Sarah Mazouz évoque le débat qui questionne la couleur de peau de Kamala Harris, soit la préoccupation de déterminer si la colistière de Joe Biden doit être considérée comme noire. Pour elle, ce débat démontre « le caractère fragile et labile de ces caractérisations », toujours fluctuantes, qui ne renvoient qu'à un contexte, car « ce n'est pas quelque chose en soi, une nature, ni même lié à la couleur de peau ».
En février 2021, dans l'émission À l'air libre, proposée par le site d'informations Mediapart, Sarah Mazouz et Julien Talpin, également chercheur au CNRS, dénoncent la racialisation du discours public.

### Intersectionnalité
La même année, en mai 2021, avec la sociologue Éléonore Lépinard, elle publie l'ouvrage intitulé Pour l’intersectionnalité, dans lequel les deux chercheuses rappellent les apports, les limites et les résistances au concept d’intersectionnalité, remontent aux origines de celui-ci, déconstruisent un certain nombre des préjugés qui lui sont associés et dépassent le simple triptyque « genre-race-classe ». Pour elles, l’intersectionnalité implique de passer par l’épistémologie du point de vue situé car, comme elles l'expliquent, « c'est bien pour éviter les écueils d'une analyse qui catégorise les groupes selon un seul axe identitaire, un seul rapport de pouvoir - le genre ou la classe, la race ou la classe - que le concept d'intersectionnalité a été forgé ».

### État et séparatisme
Toujours en 2021, le Washington Post évoque la chercheuse dans un article intitulé France and the spectral menace of ‘Islamo-leftism’, en reprenant le terme « islamo-gauchisme », qui émane des milieux de l'extrême droite française et associe explicitement les extrémistes islamistes aux intellectuels et militants de gauche. L'article souligne la difficulté de l'État français à se penser comme un État au sein d'une société multiculturelle, en reprenant les propos précédemment accordés par Sarah Mazouz au Time, où elle explique que l'invocation de ce prétendu « islamo-gauchisme » vise à délégitimer l'émergence d'une nouvelle réflexion sur la race, le genre et les sujets liés, « afin que le débat n'ait pas lieu ».
Dans un article publié par Al Jazeera, Sarah Mazouz affirme également que la liberté de la presse est menacée et que ces tentatives de restreindre la recherche universitaire est basée sur un terme péjoratif, inventé par la droite française, en référence à une prétendue alliance politique entre les gauchistes et les extrémistes musulmans. Elle évoque la loi contre le séparatisme islamique, qui vise à lutter contre les mouvements radicaux en France, et explique qu'en visant explicitement la religion musulmane, la loi conduit à un flou entre l'Islam et l'islamisme radical, entre les Musulmans et les islamistes violents et réactive l'angoisse des Musulmans français.

## Engagements
Sarah Mazouz est présentée par l'hebdomadaire L'Express, comme l'une des représentante des « corsaires du multiculturalisme et des droits des minorités », comme Edouard Louis, Eric Fassin, Sandra Laugier, personnalités « très écoutés par une jeunesse sensible aux aventures du genre, de l'antiracisme et de l'intersectionnalité ».
Au fil des années, elle signe de nombreuses tribunes, publiées dans différents médias. Contre les violences policières, en 2016, avec la demande de l'ouverture d'une enquête publique permettant de faire la lumière sur l'affaire du doctorant Guillaume Vadot, qui a porté plainte auprès du parquet de Bobigny, pour abus d'autorité, violences volontaires aggravées, agression sexuelle aggravée, menaces, injures publiques et vol, ainsi qu'une requête adressée au Président de la République française Emmanuel Macron, lui demandant d'agir envers les crimes perpétrés en Syrie par Bachar el-Assad. La même année, elle s'engage en signant le texte Contre la banalisation de l'état d'urgence, une menace pour l'Etat de droit, ainsi qu'un autre, en novembre, qui exige l'« abandon des poursuites à l’égard de SUD Éducation 93 ». Puis, en mai 2019, elle signe une tribune demandant au gouvernement français d'agir en faveur de la libération de Tuna Altınel, un chercheur lyonnais emprisonné en Turquie, ainsi que la  tribune titrée Burkini : entendre cette demande d’égalité, appelant à organiser un véritable débat public permettant à tous les points de vue de se faire entendre, dans le but de construire ainsi des compromis raisonnables et d'apaiser la société sur un sujet sensible.
En juin 2020, aux côtés de par Pap Ndiaye, professeur des universités à Sciences-Po Paris, Patrick Simon, chercheur à l'Ined, Laure Bereni, chercheuse au CNRS, Vincent-Arnaud Chappe, chercheur au CNRS et Audrey Célestine, maîtresse de conférences à l'Université de Lille, elle signe une tribune Lutte contre les discriminations raciales : mesurer pour avancer, qui défend l'obligation de mesurer les discriminations au niveau des institutions et des entreprises. Dans le même temps, Sarah Mazouz, signe la tribune qui défend cinq étudiantes de l'Université de Lille refusées en cours de boxe, self-défense et badminton car elles portent un voile — ou un turban — et déclare que des travaux doivent être menés pour comprendre la question des discriminations raciales, en dépassant la vision d’individus qui seraient racistes. Pour la chercheuse, « il y a en France - comme dans d’autres pays - une dimension structurelle du racisme. Et tant qu’on ne reconnaît pas cette dimension systémique, on sera toujours sous la menace de créer des formes d’exclusion de certains groupes ». Elle considère qu’il faut agir rapidement en ne laissant pas passer ces formes de discriminations. En septembre 2020, elle s'associe au mouvement qui, dans une tribune intitulée Danièle Obono et la valeur actuelle du racisme, dénonce le racisme des publications visant Danièle Obono, parues dans Valeurs actuelles, en tant qu'entreprise idéologique frauduleuse et demande la fin du contrat qui lie Geoffroy Lejeune à C8.

## Publications
- 2013 : Sarah Mazouz et James Scott, « Éthique de la subsistance », dans Didier Fassin et Samuel Lézé, La question morale : Une anthologie critique, PUF Presses Universitaires de France, 2013, 640 p. (ISBN 978-2130589396)
- 2013 : Sarah Mazouz et Ghassan Hage, « Comprendre les attentats suicides », dans Didier Fassin et Samuel Lézé, La question morale : Une anthologie critique, PUF Presses Universitaires de France, 2013, 640 p. (ISBN 978-2130589396)
- 2013 : Didier Fassin et al., Juger, réprimer, accompagner. Essai sur la morale de l’Etat., Paris, Seuil, 10 octobre 2013, 416 p. (ISBN 978-2021121506)
- 2015 : Sarah Mazouz et Sébastien Roux, Politix, Le Gouvernement de la jeunesse, De Boeck Supérieur (no 108), 21 mai 2015, 206 p. (ISBN 978-2804194048)
- 2015 : (en) Didier Fassin et al. (trad. Patrick Brown), At the Heart of the State : The Moral World of Institutions., London, Pluto Press, 20 juin 2015, 304 p. (ISBN 978-0745335605)
- 2017 : Sarah Mazouz, La République et ses Autres. Politiques de l'Alterité Dans la France., Lyon, Ens Lyon, 14 mars 2017, 300 p. (ISBN 978-2847888690)
- 2018 : Babels, Entre accueil et rejet : Ce que les villes font aux migrants., Le Passager clandestin, 11 janvier 2018, 120 p. (ISBN 978-2369350897)
- 2015 : Mouvements, Les migrant.e.s dans l'impasse des gouvernances, La Découverte (no 176), 22 mars 2018, 206 p. (ISBN 978-2707199539)
- 2020 : Sarah Mazouz, Race, Anamosa, 3 septembre 2020, 96 p. (ISBN 979-1095772934)
- 2021 : Sarah Mazouz et Éléonore Lépinard, Pour l'intersectionnalité, Anamosa, 6 mai 2021, 72 p. (ISBN 978-2381910260)